# Public Ivy
Public Ivy er en gruppe offentlige universiteter i USA, hvor studieoplevelsen og den faglige kvalitet er på højde med Ivy League-universitetene, men hvor studiegebyret er betragteligt lavere. Normalt har disse universiteter betaling på 5-10.000 US dollar, mod et niveau på 30-35.000 dollar ved universiteterne, som tilhører Ivy league.
Begrebet "Public Ivy" blev opfundet af Richard Moll i bogen Public Ivys: A Guide to America's best public undergraduate colleges and universities (1985).
Begrebet "Public Ivy" defineres dels af Richard Moll i sin bog fra 1985 og dels i en senere gennemgang af amerikanske universiteter The Public Ivies: America's Flagship Public Universities (2001) af Howard og Matthew Green.

## Richard Molls liste
Moll regner normalt følgende otte offentlige universiteter til Public Ivy-gruppen:
| - College of William & Mary (Williamsburg, Virginia) - University of North Carolina at Chapel Hill - University of Vermont (Burlington) - University of Virginia (Charlottesville) | - Miami University (Oxford, Ohio) - University of California system - University of Michigan (Ann Arbor, Michigan) - University of Texas at Austin |

Moll udgav også en liste over offentlige universiteter, der efter hans opfattelse repræsenterede udfordrerne med et akademisk og fagligt udbytteniveau næsten på højde med de otte bedste:
- University of Colorado at Boulder
- Georgia Institute of Technology
- Iowa State University
- University of Illinois at Urbana-Champaign
- University of South Florida – New College of Florida
- Pennsylvania State University at University Park
- University of Pittsburgh
- State University of New York (SUNY) at Binghamton
- University of Washington at Seattle
- University of Wisconsin at Madison

## Green Guide's liste
Siden har Howard og Matthew Green foretaget et mere indgående og alment accepteret studie af ren akademisk kvalitet i bogen The Public Ivies: America's Flagship Public Universities (2001). De medtager i alt 30 uddannelsesinstitutioner (uddannelsesinstitutioner medtaget på Molls liste er angivet i kursiv):
| - College of William & Mary (Williamsburg, Virginia) - Pennsylvania State University (State College) - Rutgers University (New Brunswick, New Jersey) - State University of New York at Binghamton - University of Connecticut (Storrs) - University of Delaware (Newark) - University of Maryland College Park - University of North Carolina at Chapel Hill - University of Virginia (Charlottesville) - University of Arizona (Tucson) - University of California - University of Colorado at Boulder - University of Washington (Seattle, Washington) | - Indiana University at (Bloomington) - Miami University (Oxford, Ohio) - Michigan State University (East Lansing) - Ohio State University (Columbus) - University of Illinois at (Urbana-Champaign) - University of Iowa (Iowa City) - University of Michigan (Ann Arbor) - University of Minnesota (Minneapolis-Saint Paul) - University of Wisconsin at (Madison) - University of Florida (Gainesville) - University of Georgia (Athens) - University of Texas at Austin |

## Galleri
- Wilson Library ved University of North Carolina at Chapel Hill
- Hovedbygingen ved University of Texas at Austin
- Billings Memorial Library ved University of Vermont
- The Rotunda ved University of Virginia
- Harrison Hall ved Miami University.
- Sather Tower set fra Memorial Glade ved Berkeley campus på University of California.